# Estrilda nonnula
Estrilda nonnula là một loài chim trong họ Estrildidae.

## Hình ảnh

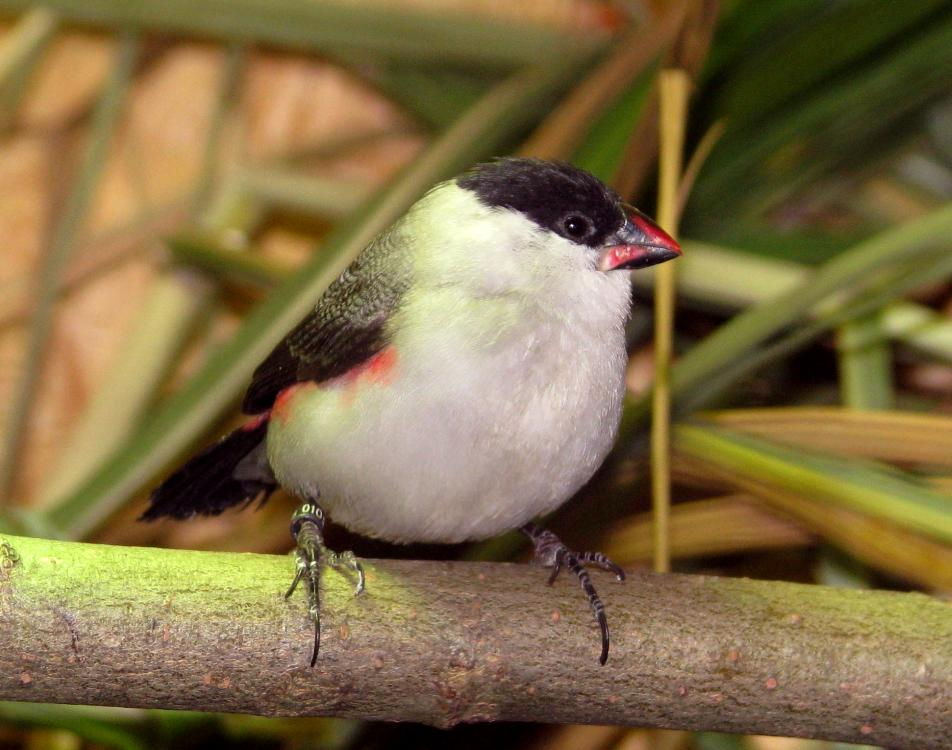
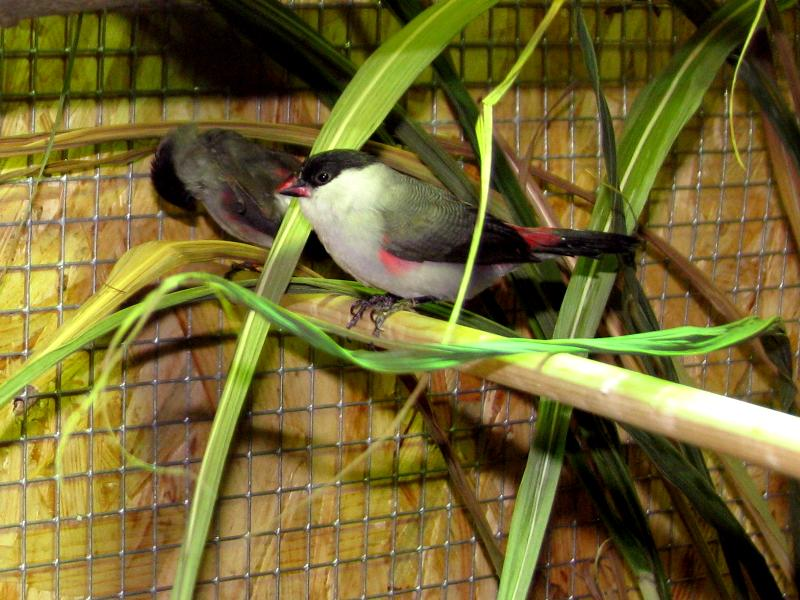